# Connettivismo (teoria dell'apprendimento)
Per cercare di spiegare una nuova modalità di apprendere basata sul paradigma delle reti, è emersa recentemente una nuova teoria dell'apprendimento nell'era digitale, denominata connettivismo, formulata per la prima volta da George Siemens sulla base delle sue analisi dei limiti che teorie quali il comportamentismo, il cognitivismo e il costruttivismo evidenziano nel tentativo di spiegare gli effetti dell'uso delle tecnologie sul nostro modo di vivere, di comunicare, di apprendere. Il connettivismo si rapporta alla teoria dell'apprendimento abbinata ai nuovi strumenti della tecnologia.

## Aspetti
Un aspetto peculiare del connettivismo è l'uso della rete con nodi e connessioni come metafora centrale per spiegare come avviene l'apprendimento.  In questa metafora, un nodo è qualunque cosa che possa essere connessa ad un altro nodo: informazioni, dati, immagini, sentimenti. L'apprendimento è un processo che crea delle connessioni e sviluppa una rete. Non tutte le connessioni, in questa metafora, sono dotate di uguale forza nella rete; in realtà, molte connessioni possono essere abbastanza deboli.

### Principi del connettivismo
- L'apprendimento e la conoscenza si fondano sulla differenza di opinione.
- L'apprendimento è un processo di connessione di nodi specializzati o fonti di informazione.
- La conoscenza può risiedere in applicazioni non umane (es. applicazioni informatiche), e l'apprendimento è reso possibile/facilitato dalla tecnologia.
- La capacità di sapere di più è più importante di quanto già si sa al momento.
- Alimentare e mantenere le connessioni è necessario per facilitare l'apprendimento permanente.
- La capacità di individuare connessioni fra campi, idee e concetti è un'abilità centrale.
- La validità (conoscenze esatte e aggiornate) è l'intento di tutte le attività di apprendimento di stampo connettivista.
- Prendere delle decisioni è esso stesso un processo di apprendimento: saper scegliere cosa imparare e il significato delle informazioni in entrata è visto attraverso la lente di una realtà in mutamento. Se adesso c'è una giusta risposta, essa potrebbe rivelarsi errata domani a causa delle alterazioni del clima delle informazioni che influenzano la decisione[3] .

Un testo di riferimento irrinunciabile per conoscere i principi che sottendono questa teoria è Knowing Knowledge, di George Siemens.

### Il connettivismo nell'e-learning
Mohamed Ally dell'Università di Athabasca, Canada, sostiene il connettivismo considerandolo una teoria dell'apprendimento più appropriata per l'e-learning rispetto a meno recenti teorie quali comportamentismo, cognitivismo e costruttivismo. La sua posizione si fonda sull'idea che il mondo è cambiato diventando più interconnesso attraverso la rete, quindi le teorie dell'apprendimento che si sono sviluppate prima di questi cambiamenti globali sono meno pertinenti. Tuttavia, Ally sostiene che “ciò che occorre non è una nuova teoria stand-alone per l'età digitale, ma un modello che integri le differenti teorie per guidare la progettazione dei materiali on line”.

## Critiche al connettivismo
Il connettivismo è stato soggetto anche a critiche su parecchi fronti. Pløn Verhagen ha sostenuto che il connettivismo non è una teoria dell'apprendimento, ma piuttosto una “visione pedagogica.” Verhagen afferma che le teorie dell'apprendimento dovrebbero trattare del livello educativo (come si impara), invece il connettivismo si rivolge al livello curricolare (che cosa si impara e perché si impara).
Bill Kerr, un altro critico del connettivismo, crede che, sebbene le tecnologie influenzino gli ambienti di apprendimento, le teorie attualmente esistenti sono sufficienti per spiegare la riflessione sui modi di prodursi della conoscenza nell'era digitale.
Anche Antonio Calvani mette in guardia dai facili entusiasmi, soprattutto quando in queste teorie si cerca di coinvolgere il mondo della scuola pretendendo che essa si adegui ai nuovi principi sottovalutando la complessità di operazioni tecniche e cognitive cui si perviene solo dopo un lungo ed articolato percorso formativo, percorso basato anche sull'apporto della cultura tradizionale. "Un trasferimento selvaggio del connettivismo alla scuola può indurre a credere che basti mettere gli allievi  in rete per produrre conoscenza, consolidando quel famoso stereotipo diffuso, secondo cui più tecnologie si usano, in qualunque modo lo si faccia, e meglio è per l'apprendimento."

### Video
- George Siemens: interview on Learning, Connectivism, Social Media [collegamento interrotto], su video.google.it.